# Eckfeld
Eckfeld ist eine Ortsgemeinde im Landkreis Bernkastel-Wittlich in Rheinland-Pfalz. Sie gehört seit dem 1. Juli 2014 der Verbandsgemeinde Wittlich-Land an.

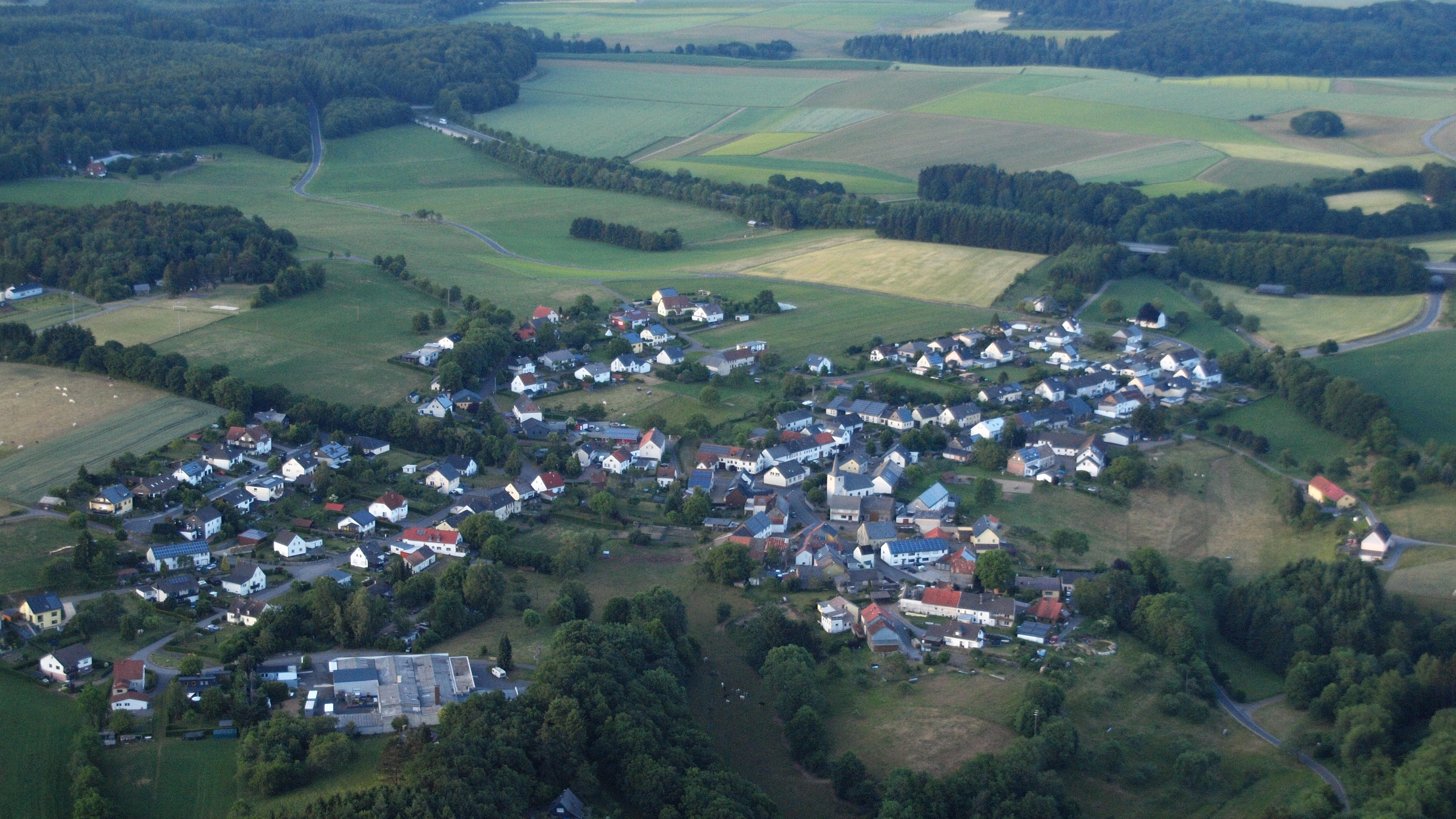
Eckfeld, Luftaufnahme (2015)

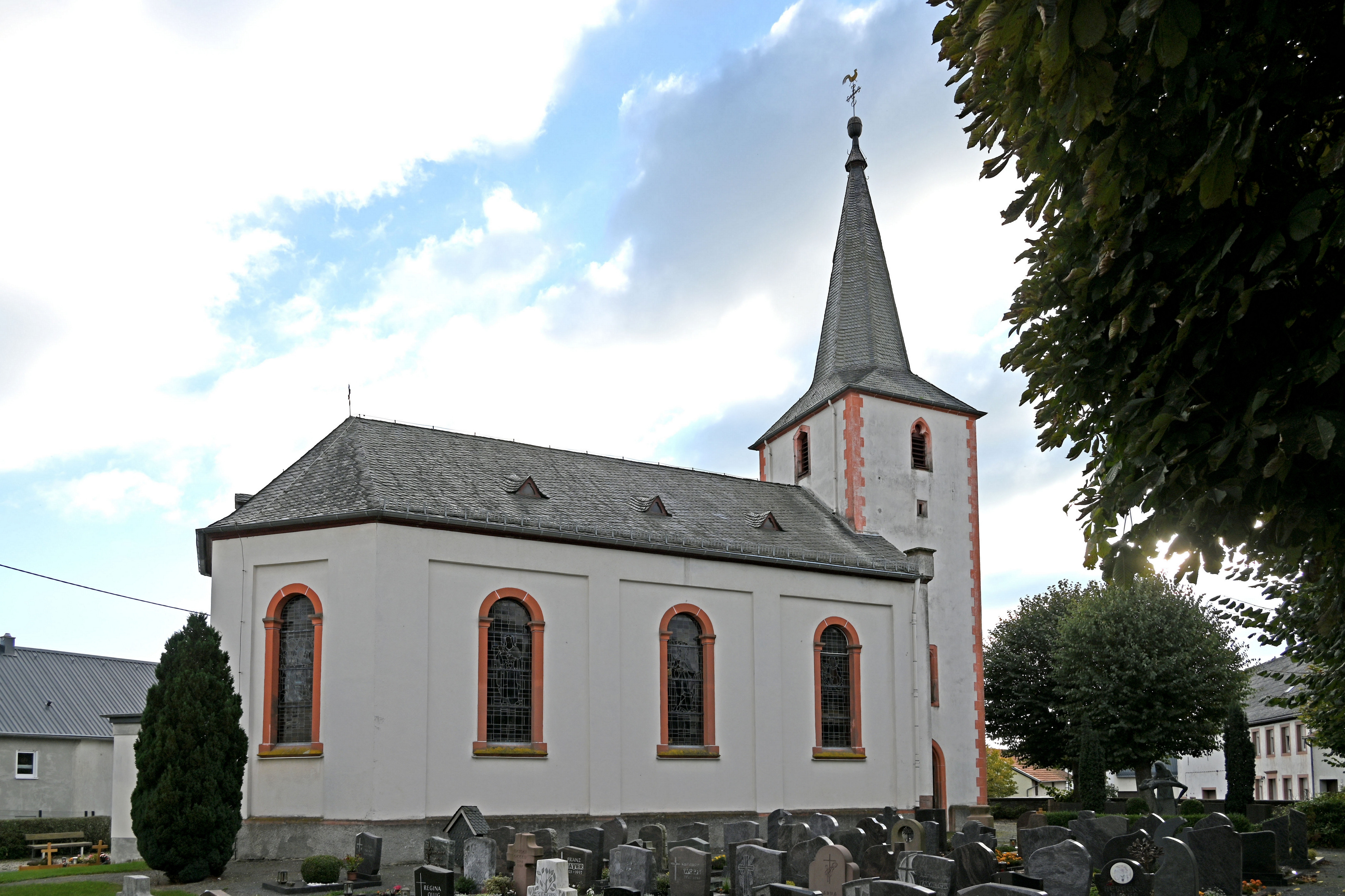
St. Katharina von Nordosten

## Geographie
Eckfeld liegt inmitten der südlichen Vulkaneifel mit ihrer Mittelgebirgslandschaft in unmittelbarer Umgebung der Eifelmaare. In der Nähe befindet sich das Eckfelder Trockenmaar mit zahlreichen paläontologischen Funden. Bekannt sind insbesondere das Urpferdchen und die älteste Honigbiene der Welt.
Zu Eckfeld gehören die Wohnplätze Birkenhof, Buchholz (ehemaliges Kloster), Holzmühle, Lindenhof und Tannenhof.
Nachbarorte von Eckfeld sind die bereits zum Landkreis Vulkaneifel gehörenden Ortsgemeinden Üdersdorf im Nordwesten, Brockscheid im Norden sowie Udler und Gillenfeld im Nordosten. Zum eigenen Landkreis und zur Verbandsgemeinde gehören die benachbarten Ortsgemeinden Wallscheid im Südosten und Pantenburg im Süden sowie die Stadt Manderscheid im Südwesten.

## Geschichte
Der Ort wird im Jahr 973 in einer Schenkungsurkunde von Kaiser Otto I. an das Kloster Echternach erstmals erwähnt. Ab 1794 stand Eckfeld unter französischer Herrschaft, 1815 wurde der Ort auf dem Wiener Kongress dem Königreich Preußen zugeordnet.
Als Folge des Ersten Weltkriegs war die gesamte Region dem französischen Abschnitt der Alliierten Rheinlandbesetzung zugeordnet. Nach dem Zweiten Weltkrieg wurde die Gemeinde Eckfeld innerhalb der französischen Besatzungszone Teil des damals neu gebildeten Landes Rheinland-Pfalz.

## Politik

### Gemeinderat
Der Gemeinderat in Eckfeld besteht aus acht Ratsmitgliedern, die bei der Kommunalwahl am 9. Juni 2024 in einer Mehrheitswahl gewählt wurden, und dem ehrenamtlichen Ortsbürgermeister als Vorsitzendem.

### Bürgermeister
Leo Schmitz wurde am 12. August 2019 Ortsbürgermeister von Eckfeld. Da bei der Direktwahl am 26. Mai 2019 kein Wahlvorschlag eingereicht wurde, oblag die Neuwahl dem Rat, der sich einstimmig für Schmitz entschied. Bei der Direktwahl am 9. Juni 2024 wurde er als einziger Bewerber mit einem Stimmenanteil von 96,6 % für weitere fünf Jahre in seinem Amt bestätigt.
Der Vorgänger von Schmitz, Rainer Stolz, hatte das Amt zehn Jahre ausgeübt.

## Sehenswürdigkeiten
Fossilienfunde am 44,3 Millionen Jahre alten Eckfelder Maar (z. B. das „Eckfelder Urpferd“ und die „älteste Honigbiene der Welt“) wurden von der Landessammlung für Naturkunde Rheinland-Pfalz dem Maarmuseum in Manderscheid zur Verfügung gestellt.

## Kirche und Kloster
Der Turm der Eckfelder Kirche St. Katharina wurde um das Jahr 1450 errichtet und als Wehrturm ausgebaut. An den Turm wurde 1882 ein neues Kirchenschiff angebaut.
Die Kirche St. Katharina in Eckfeld ist ebenso wie die Kirche in Pantenburg Filialkirche der Kirche Buchholz.
Siehe auch: Liste der Kulturdenkmäler in Eckfeld

## Verkehr
Der Ort liegt an der Kreisstraße 18, die am östlichen Ortsrand in die Landesstraße 64 mündet, die hier parallel zur A 1 verläuft. Die nächstgelegene Autobahnanschlussstelle Manderscheid ist etwa 2 Kilometer entfernt.

## Persönlichkeiten
- Eva Benz-Rababah (* 1958), Professorin für Landschaftsarchitektur